# Pierre Florin
Pierre Florin was burgemeester van de gemeente Sint-Pieters-op-den-Dijk bij Brugge van 1800 tot 1811-1812.

## Officier municipal
Bij het begin van de Franse Tijd kwam de gemeente Sint-Pieters tot stand door samenvoeging van de parochie Sint-Pieters en het territorium van de zogenaamde "paallanden", vanaf de Brugse vestingen tot aan het kanaal Brugge-Oostende, een wijk die bekend was als "Schipstale".
Sint-Pieters werd deel van het kanton Houtave en Pierre Florin, onderwijzer van beroep, werd als "officier municipal" benoemd voor het bestuur van Sint-Pieters.

## Burgemeester
Bij het begin van het Consulaat werden de kantons afgeschaft en Sint-Pieters-op-de-Dijk werd een gemeente van circa 1000 ha met ongeveer 600 inwoners.
Voortaan stond een "maire" of burgemeester aan het hoofd van de gemeente en de Franse heerser had duidelijk een gunstig idee over Florin, want hij werd in die functie benoemd.
Florin, over wie voor het overige weinig geweten is, bleef burgemeester tot hij in 1812 werd opgevolgd door Pieter Vermeersch. Misschien was hij de Pierre Florin die op 14 februari 1810 in Sint-Pieters overleed.